# 井関健
井関 健（いせき けん、1955年7月7日 - ）は、秋田県出身で北海道大学大学院薬学研究院・生命科学院　臨床薬剤学研究室教授

## 略歴
- 1973年-秋田県立横手高等学校卒業
- 1979年-北海道大学薬学部卒業
- 1981年-北海道大学医学部付属病院 （現 北海道大学病院）薬剤部文部技官（薬剤師）
- 1986年-薬学博士取得 （北海道大学）論文の題は　「βラクタム系抗生物質の消化管吸収に関する研究」[1]。
- 1987年-北海道大学助教授就任（医学部附属病院薬剤部副部長併任）
- 1988年-米国留学（College of Pharmacy University of Kentucky）
- 2000年-薬学研究科教授就任（医療薬学専攻医療薬学講座臨床薬剤学分野）

## 主な著書
- 薬局実務大系：医薬ジャーナル社（大阪）
- プログラム学習による処方解析学：廣川書店（東京）
- 系統看護学講座　専門基礎分野（5）疾病のなりたちと回復の促進２薬理学：医学書院（東京）